# Almuric
Almuric is een Fantasy/Sword & Sorcery boek van de Amerikaanse schrijver Robert E. Howard, dat drie jaar na zijn dood voor het eerst gepubliceerd werd in het pulpblad Weird Tales.

## Synopsis
Esau Cairn, een extreem sterke man die nooit op zijn plaats is geweest in de moderne wereld, wordt door de doortrapte politicus Blaine gebruikt voor zijn vuile plannen. Wanneer Cairn dit doorkrijgt doodt hij Blaine met een enkele vuistslag. Hij vlucht en krijgt hulp van professor Hildebrand, die een testpersoon zoekt voor zijn nieuwe uitvinding. Cairn stemt toe in een gevaarlijke teleportatie naar de planeet Almuric.
Hij komt terecht in de stad Koth en wint uiteindelijk het vertrouwen van de Guras, zoals de mensen van Almuric heten. Hij raakt gesteld op het meisje Altha, dat later ontvoerd wordt door de gevleugelde Yagas uit de stad Yugga. Hij wordt uiteindelijk als gevangene voor koningin Yasmeena gebracht, maar weet te ontsnappen en de Gura-stammen te verenigen tegen de Yagas, die vernietigd worden.